# Idiostrangalia quadrisignata
Idiostrangalia quadrisignata là một loài bọ cánh cứng trong họ Cerambycidae.